# Giorgina Caprile
Giorgina Caprile (Florència, 1877 - Roma, 1951) fou una soprano italiana.
Fou filla del tenor Uberto Caprile (Florència, 1855-1906) i de Giovanna Speranza. Uberto Caprile havia cantat a Espanya en la dècada del 1880. Giorgina va estudiar cant a Milà amb Carignani.
La seva carrera escènica va ser relativament curta, entre el seu debut el febrer de 1900 a L'amico Fritz de Pietro Mascagni, seguida un mes després de La bohème de Giacomo Puccini, i l'última aparició de la qual es té notícia, del 1913.
Al seu repertori hi va incloure òperes com ara L'amico Fritz, La bohème, Tosca i Manon Lescaut de Puccini, Iris de Mascagni, La fanciulla del West de Puccini, La Traviata de Giuseppe Verdi, Mefistofele d'Arrigo Boito, Isabeau de Mascagni i La Wally d'Alfredo Catalani.
La temporada 1907-1908 va cantar Manon Lescaut i La traviata al Gran Teatre del Liceu de Barcelona.
Caprile gravà per al segell Gramophone i va ser també una artista de Fonotipia. En alguns enregistraments apareix com a Georgina Caprile.